# Fontana luminosa di Italia '61 (Torino)
La fontana luminosa o più propriamente fontana a terrazze o fontana monumentale di Italia '61 è una fontana munita di illuminazione notturna delle vasche e dei getti d'acqua costruita in occasione dell'Expo 1961 di Torino. Si trova nel quartiere di Nizza-Millefonti a monte del corso Unità d'Italia e in asse col corso Caduti sul lavoro.

## Storia
La fontana fu progettata nel 1960 dagli architetti Giuseppe Varaldo, Maria Carla Lenti, Giovanna Maria Zuccotti e Gian Pio Zuccotti.
Il manufatto consiste in una serie di vasche terrazzate sovrapposte e rivestite a mosaico, con numerosi getti e cascate d'acqua, che digradano verso corso Unità d'Italia sfruttando la pendenza naturale del terreno.
Con le sue ragguardevoli dimensioni di 95 metri di lunghezza per 12 di larghezza fu tra gli elementi decorativi più ammirati di Italia '61. L'impianto d'illuminazione nascosto, che ne rendeva particolarmente suggestiva la visione nelle ore notturne, fece quasi subito dimenticare i nomi ufficiali di fontana a terrazze o monumentale a favore del nome popolare fontana luminosa con cui è meglio nota, nonostante ciò generasse ambiguità rispetto alla preesistente fontana luminosa del Valentino (peraltro facente parte a sua volta delle attrazioni di Italia '61).
I progetti dell'expo 1961 di Torino prevedevano almeno una sommaria programmazione di riutilizzo delle opere costruite, la quale fu però molto vaga sin dal principio, e in seguito largamente disattesa. Anche la fontana, rimasta priva di manutenzione, cadde presto in stato d'abbandono e venne disattivata. Negli anni '80 le condizioni di degrado erano divenute tali che il comune decise di interrarla e trasformarla in fioriera.
In vista delle Olimpiadi invernali di Torino del 2006 la fontana tornò agli antichi splendori con una complessa opera di svuotamento, di restauro radicale e di riattivazione.
Nel 2021 è stata nuovamente spenta a causa di un guasto elettrico, e versa attualmente in preoccupanti condizioni di degrado.